# استان آیوپایا
استان آیوپایا (انگلیسی: Ayopaya Province) یکی از استان‌های بولیوی در بولیوی است که در شهرستان کوچوبامبا واقع شده‌است.